# لاور شيخ
 لاور شیخ  (بالفارسية: لاور شیخ) قرية تقع في محافظة هرمزغان في جنوب إيران. في تعداد عام 2006، كان عدد سكانها 544 نسمة من أصل 115 عائلة.